# Улица Максима Горького (Элиста)
У́лица Го́рького — улица в Элисте. Улица названа в честь русского писателя Максима Горького.

## Расположение
Улица Максима Горького берет своё начало от тупика возле проезда Горького и заканчивается улицей Полины Осипенко. Улица пересекает улицы Балакаева, Юлии Нейман, Пушкина, Губаревича, переулок Астраханский, улицы Деликова, Чкалова и Серова. К этой улице на нечётной стороне примыкает Республиканская улица. Пешеходная часть этой улицы начинается в районе дома № 24 и заканчивается возле здания ГТРК «Калмыкия».

## Организация дорожного движения
На всём протяжении улица Горького имеет две полосы движения. Двустороннее движение на участках: от тупика до улицы Балакаева, от пешеходной зоны до улицы Осипенко. В сентябре 2015 года, в 150-летие города Элисты начата реконструкция улицы Горького, на участке от улицы Пушкина до улицы Балакаева было организовано одностороннее движение в сторону улицы Балакаева. В связи с этим, на Республиканской улице на участке от улицы Балакаева до улицы Горького будет изменено направление одностороннего движения на противоположное, а участок улицы Братьев Алёхиных от улицы Балакаева до Продольного переулка станет двусторонним и будут установлены дорожные знаки «Преимущество встречного движения» и «Преимущество перед встречным движением». В октябре того же года движение по пешеходной зоне ограничено в связи с интенсивным движением пешеходов.

## Здания
На нечётной стороне:
- № 9А — отделение ПФР
- № 11Б — торговый центр
- № 11 — 5-этажный жилой дом
- № 13 — 9-этажный жилой дом
- № 15 — 5-этажный жилой дом, где жил Мацак Бимбаев (1900—1993)
- № 17 — павильон
- № 23 — Русский драматический театр
- № 25 — кафе, пиццерия, магазин «Магнит»
- № 35 — 5-этажный жилой дом

На чётной стороне:
- № 14 — 5-этажный жилой дом
- № 16 — стоматология
- № 18 — 5-этажный жилой дом
- № 18А — Линия тока
- № 18Б — отделение связи
- № 22 — ТЦ Enigma
- № 24 — павильон
- № 26 — обувной магазин Zenden
- № 28 — торговый центр
- № 30 — павильоны
- № 32 — павильоны
- № 34 — здание ГТРК «Калмыкия»
- № 106 — детский сад № 6